# Кирпа Галина Миколаївна
Галина Миколаївна Ки́рпа (нар. 1 січня 1950, с. Любарці, Бориспільський район, Київська область) — українська поетеса, прозаїк, перекладачка, літературна редакторка. Членкиня Національної спілки письменників України (1986). Авторка віршів і прози для дітей і дорослих.

## Життєпис
Народилася 1 січня 1950 в селі Любарці Бориспільського р-ну Київської області. Закінчила філологічний факультет Київського державного університету імені Т. Г. Шевченка (1976). Працювала на видавничій (1969–1978) та журналістській (1978–1989) роботі.

## Творчість
Авторка поетичних книжок «День народження грому» (1984), «Гостини» (1986), «Цвіт королевий» (1988), «Ковток тиші» (1999), «Слон мандрує до мами» (2001), «Профіль вечора [Архівовано 31 Грудня 2013 у Wayback Machine.]» (2013), збірок ліричних новел «Катруся з роду Чимчиків» (1992) та «Будинок старий, як світ»(1999), віршів та оповідань у книзі «Чарівний вузлик» (2000), народознавчої книжки для дітей «Забавлянки мами Мар'янки» (1992, у співавторстві), «Ну й гарно все придумав Бог» (2003, видання отримало Грамоту Президента Форуму видавців у Львові), книжки вибраного для дітей «Місяць у колисці» (2012), книжки-білінгви «Скільки? / How many?» (2014), оповідання «Мій тато став зіркою» (2015), повісті «Тринадцятий місяць у році» (2017), «Абетка рідного дому» (2017), «Муся та бабуся» (2021), «Муся та Різдво» (2022).
Також Галина Кирпа є авторкою шкільних читанок «Ластівка», «Біла хата», «Писанка», «Зелена неділя», «Короткого біографічного довідника» авторів цих читанок (під спільним псевдонімом Оксана Верес — разом із Дмитром Чередниченком), посібника з етики для початкової школи «Андрійкова книжка» (для 1, 2 кл. — 1992, для 3 кл. — 1993, для 4 кл. — 1996; у співавторстві), тритомної читанки-хрестоматії для дошкільнят «Український садочок» (спільно з Дмитром Чередниченком), хрестоматії школяра «Про маму» (2001), антології поезії української діаспори «Листок з вирію» (спільно з Дмитром Чередниченком — 2001, 2002), хрестоматії світової літератури для початкової школи «Світ від А до Я» у трьох томах (2007).
Твори Галини Кирпи перекладено албанською, англійською, білоруською, польською, російською та французькою мовами. Друкувалася в Польщі, Білорусі, Чехії, Словаччині, Канаді, США.

## Переклади
Перекладає з білоруської, данської, німецької, норвезької та шведської мов. У її перекладі побачили світ твори:
- Валентин Лукша — «Літо цілий рік», вірші та казки (1985) (з біл.);
- Джеймс Крюс — «Флорентіна» (1983, 1991) (з нім.);
- Ян Екгольм — «Людвігові Чотирнадцятому — ура!» (1989, друге видання «Людвіґові Хитрому — ура, ура, ура!», 2009) (зі шв.);
- Єста Кнутсон — повісті про Пелле Безхвостого (2005—2010) (зі шв.);
- Бенні Андерсен — «Пригоди Невсідомика»[недоступне посилання з липня 2019] (2005) (з дан.);
- Ганс Християн Андерсен — «Казки» (2006) (з дан.);
- Кнут Гамсун — «Містерії» (2007) (з норв.);
- Кристіна Фалькенланд — «Моя тінь» (2004) (зі шв.);
- Марія Ґріпе — «Ельвіс Карлсон» та «Діти склодува» (2006) (зі шв.);
- Турмуд Гауґен — «Цепелін» (2006) (з норв.);
- Клаус Гаґеруп — «Маркус і Діана» та «Маркус і дівчата» (2006), «Маркус і Сіґмунд» (2016) (з норв.);
- Ева-Марія Люнд — «Викрадач ангелів» [Архівовано 5 Березня 2016 у Wayback Machine.] (2007) (з норв.);
- Ґру Дале — «Хтозна-що, або свято першого зуба» (2007) (з норв.);
- Ульф Старк — «Мій друг Персі, Бофало Біл і я» (2008; 2017), «Диваки і зануди» (2015), «Чи вмієш ти свистати, Юганно?» (2016), «Маленька книжка про любов», «Тоді я був просто Ульф» (2017), «Сікстен» (2019) (зі шв.);
- Ганна Гаґеруп, Клаус Гаґеруп — «У страху великі очі» (2009) (з норв.);
- Свен Нордквіст — «Петсон, Фіндус і намет», «Полювання на Лиса» (2009), «Петсон, Фіндус і переполох на городі» (2010), «Петсон, Фіндус і торт на іменини», «Як Фіндус загубився», «Різдво у Петсона», «Коли Петсон сумує» (2012), «Хвилина півнячого кукуріку» (2012), «Фіндус іде з дому» (2015), «Різдвяний гном» (2016) (зі шв.);
- Оле Лун Кіркеґор — «Отто — носоріг» (2010) (з дан.);
- Пер Петтерсон — «Верхи на крадених конях» (2010) (з норв.);
- Оке Гольберґ — «Туре Свентон, приватний детектив» (2010) (зі шв.);
- Астрід Ліндґрен — «Сонячна галявина», «Домовичок Нільс Карлсон», «Книжка про Лотту з Бешкетної вулиці» (2010), «Мадікен» (три частини, 2017) (зі шв.);
- Марія Парр — «Вафельне серце» (2011) (з норв.);
- Клаус Гаґеруп — «Маркус і велика футбольна любов» [Архівовано 28 Грудня 2021 у Wayback Machine.] (2011) (з норв.);
- Марія Парр — «Тоня Ґліммердал» (2012) (з норв.);
- Кнут Гамсун — «На зарослих стежках» (2013) (з норв.);
- Барбру Ліндґрен — «Лоранґа» (2015) (зі шв.);
- Рус Лаґеркранц — «Моє щасливе життя», «Моє серце б'ється і сміється» (2018) (зі шв.);
- Еллен Карлсон — «Шпулька, пташка і я» (2018) (зі шв.);
- Ґунгільд Селін — «Ослик Марії» (2017) (зі шв.).

Переклала трилогію Сергія Граховського «Зона мовчання» (невидана), окремі твори Максима Танка, Володимира Короткевича, Сергія Панізника, Казимира Камейші, Миколи Малявки, Ніни Матяш, Сергія Тарасова (з біл.); Інґер Сандберґ, Ґуннель Лінде, Ульфа Старка, Едіт Седерґран, Бу Сеттерлінда, Бенґта Шердемана, Артура Лундквіста, Юйї і Томаса Віесландерів, Ґуннара Екелефа, Вільгельма Екелунда, Еріка Блумберґа, Вернера Аспенстрема, Гаррі Мартінсона, Ельмера Діктуніуса, Інґрід Шестранд, Сів Відерберґ, Маріанне Сандельс, Яльмара Седерберґа, Астрід Ліндґрен, Пера Родстрема (зі шв.); Лісбет Торп (з дан.); Йо Тенфюрд, Альфа Прейсена, Арнульфа Еверланна, Гюнвор Гофму; Крістіни Бусти, Фрідріха Шиллера, Інґеборґ Бахман, Вільгельма Сабо, Моріца Гартмана (з нім.) та ін.

## Літературознавство
Авторка статей: про шведських письменників — Сару Лідман «Мистецьке кредо — правда» (у виданні «Острів. Я і мій син», «Дніпро», 1984, переклад Ольги Сенюк); — Авґуста Стріндберґа «Поет і сумління епохи» (у виданні «Червона кімната», «Фоліо», 2009, переклад Ольги Сенюк); — про Віктора Близнеця, Миколу Вінграновського, Ольгу Сенюк (у газеті «Слово Просвіти»); — про Наталку Поклад, Людмилу Задорожну, Ольгу Мак, Лесю Храпливу (у журналі «Наше життя», США) та ін.

## Нагороди й здобутки
- 1996 — Премія імені Івана Огієнка
- 2004 — Грамота Президента Форуму видавців у Львові
- 2005 — Премія «Світлослов» (за «Чисте сяйво метафори»)
- 2007 — Премія імені Максима Рильського в галузі художнього перекладу зі скандинавських мов
- 2011 — Премія «Кришталевий птах»
- 2016 — Літературна премія імені Олени Пчілки
- 2017 — Повість «Тринадцятий місяць у році» увійшла до довгого списку премії «Книга року ВВС-2017»
- 2017 — Повість «Тринадцятий місяць у році» увійшла до переліку книжкових видань на здобуття премії Президента України «Українська книжка року»
- 2018 — Внесено до Почесного списку ІВВY (IBBY Honour List)[2][3] 2018 року за переклад книги «Диваки й зануди» (Видавництво Старого Лева, 2018)
- 2019 — нагороджена шведським Орденом Полярної зірки за визначний внесок у зміцнення українсько-шведських зв'язків і плідну роботу в галузі перекладу шведської дитячої літератури[4]

## Рецензії
- Sandels M. Gunnar Ekelöf på ukrainska // Gunnar Ekelöf-sällskapets medlemsblad. — 1999. — Häfte 21, årg. 10, nr 2. — P. 3 (Рецензія на книжку «Ковток тиші: Поезії та переклади», К., 1999) (шв.).
- Буркут К. «Вікторія» Кнута Гамсуна: до 125-річчя першої публікації. Деякі зауваги щодо новітніх перекладів повісті // Слово і час. – 2023. – № 3. – С. 85-90.
- Дзюбишина-Мельник Н. Я. Вірші Галини Кирпи для дітей / Наталя Дзюбишина-Мельник // Культура слова. — 2000. — Вип. 53-54. — С. 150-154. [Архівовано 5 Жовтня 2013 у Wayback Machine.]
- Марченко Н., Шалак О. Галина Кирпа. Місяць у колисці. [Архівовано 26 Серпня 2012 у Wayback Machine.]
- Павленко М. Гора, що горіша за всіх. [Архівовано 5 Жовтня 2013 у Wayback Machine.]
- Шалак О. Виколихування місяця. [Архівовано 4 Жовтня 2013 у Wayback Machine.]
- Якавенка Н. NOSCE TE IPSUM (спазнай самога сябе) // Літаратурная Беларусь. — 2012. — 27 красавіка. — С. 23. (білор.) [Архівовано 4 Жовтня 2013 у Wayback Machine.]